# Metoda kumenowa
Metoda kumenowa (proces Hocka) – trójetapowa metoda otrzymywania fenolu i acetonu z benzenu i propenu (propylenu). Nazwa tej metody pochodzi od kumenu (izopropylobenzenu), który jest produktem pośrednim.
Proces ten pozwala na przemianę dwóch stosunkowo tanich substratów, benzenu i propylenu, w dwa bardziej wartościowe produkty. Inne potrzebne reagenty to tlen z powietrza oraz małe ilości inicjatora rodnikowego. Zdecydowana większość światowej produkcji fenolu i acetonu oparta jest na tej metodzie.
Sumaryczne równanie procesu przedstawia się następująco:

## Etapy procesu

### Alkilowanie benzenu
Pierwszy etap metody kumenowej to alkilacja benzenu propenem (propylenem) w temperaturze 250 °C pod ciśnieniem 30 atmosfer w obecności kwasu Lewisa (np. chlorku glinu lub zeolitów) jako katalizatora:

### Utlenianie kumenu
W następnym etapie powstały kumen jest utleniany w temperaturze 90-120 °C pod ciśnieniem 5 atmosfer, w słabo zasadowym środowisku w obecności inicjatora rodnikowego, który odłącza wodór od kumenu, tworząc w tej sposób rodnik kumylowy.
Do rodnika kumylowego przyłącza się tlen, tworząc rodnik nadtlenkowy, który następnie przyłączając wodór z innej cząsteczki kumenu przekształaca się w wodoronadtlenek kumenu.

### Rozkład wodoronadtlenku kumenu
Ostatnim etapem metody kumenowej jest kwasowa hydroliza otrzymanego wodoronadtlenku kumenu w temperaturze około 60 °C według poniższego mechanizmu:
Produkty są następnie rozdzielane przez destylację.